# Copris katangae
Copris katangae là một loài bọ cánh cứng trong họ Bọ hung (Scarabaeidae).